# Адміністративний поділ Кракова
Адміністративний поділ Кракова — адміністративний поділ міста Кракова на допоміжні одиниці ґміни (місцеве самоврядування) та складові частини міста (реєстр TERYT).

## Адміністративний поділ місцевого самоврядування

### Історія адміністративного поділу

Територіальний розвиток Кракова

Перший адміністративний поділ Кракова відбувся під час локації міста на магдебурзькому праві в 1257 році. Тоді Краків був поділений на чотири квартали (частини): Славковські, Жезницькі, Гродські та Гарнцарські. Протягом століть змінювались межі районів і межі міста.

### Сучасний адміністративний поділ
З 27 березня 1991 року Краків розділений на 18 дільниць (районів), позначених римськими цифрами та назвами. Цей поділ було введено резолюцією No XXI/143/91 Краківської міської ради від 27 березня 1991 , а межі встановлено резолюцією No XVI/192/95 від 19 квітня 1995 . 26 вересня 2006 року міська рада Кракова вирішила у формі ухвали про створення допоміжної одиниці нижчого рівня, що діє в межах дільниці (дільниця X Свошовіце ) - Osiedle Uzdrowisko Swoszowice.
Нинішні межі дещо змінено у зв’язку із прийняттям Статутів дільниць, прийнятих ухвалами Ради Міста Кракова від 12 березня 2014 року .

Сучасні межі дільниць Кракова

Список адміністративних дільниць Кракова з детальною інформацією про їхню площу та кількість постійного населення (станом на 31 грудня 2018 р.) :
| №. | Назва дільниці                                                                      | Поверхня га | Кількість сталих мешканців | Щільність населення [осіб/км²] |
| -- | ----------------------------------------------------------------------------------- | ----------- | -------------------------- | ------------------------------ |
| 1  | Дільниця І Старе Місто (пол. Dzielnica I Stare Miasto)                              | 556,76      | 31,359                     | 5632,41                        |
| 2  | Дільниця ІІ Гжеґужки (пол. Dzielnica II Grzegórzki)                                 | 584,52      | 29,474                     | 5042,43                        |
| 3  | Дільниця III Пронднік Червоний (пол. Dzielnica III Prądnik Czerwony)                | 643,79      | 46,627                     | 7242,58                        |
| 4  | Дільниця IV Пронднік Білий (пол. Dzielnica IV Prądnik Biały)                        | 2341,87     | 70,647                     | 3016,69                        |
| 5  | Дільниця V Кроводжа (пол. Dzielnica V Krowodrza)                                    | 561,90      | 30,223                     | 5378,72                        |
| 6  | Дільниця VI Броновіце (пол. Dzielnica VI Bronowice)                                 | 1354,00     | 22,428                     | 2476,88                        |
| 7  | Дільниця VII Звежинець (пол. Dzielnica VII Zwierzyniec)                             | 2873,10     | 20,392                     | 709,76                         |
| 8  | Дільниця VIII Дембники (пол. Dzielnica VIII Dębniki)                                | 4618,87     | 61,637                     | 1334,46                        |
| 9  | Дільниця IX Лагевники-Борек Фаленцький (пол. Dzielnica IX Łagiewniki-Borek Fałęcki) | 541,51      | 15,259                     | 2817,86                        |
| 10 | Дільниця Х Свошовіце (пол. Dzielnica X Swoszowice)                                  | 2560,40     | 27,493                     | 1073,78                        |
| 11 | Дільниця XI Подгуже Духацьке (пол. Dzielnica XI Podgórze Duchackie)                 | 954,00      | 53,747                     | 5633,86                        |
| 12 | Дільниця XII Бежанув-Прокоцім (пол. Dzielnica XII Bieżanów-Prokocim)                | 1847,39     | 62 830                     | 3401,01                        |
| 13 | Дільниця XIII Подгуже (пол. Dzielnica XIII Podgórze)                                | 2566,71     | 36 885                     | 1437.05                        |
| 14 | Дільниця XIV Чижини (пол. Dzielnica XIV Czyżyny)                                    | 1225,68     | 29 635                     | 2417,84                        |
| 15 | Дільниця XV Містжейовіце (пол. Dzielnica XV Mistrzejowice)                          | 559,00      | 52 011                     | 9304,29                        |
| 16 | Дільниця XVI Бєнчице (пол. Dzielnica XVI Bieńczyce)                                 | 369,90      | 41,112                     | 11114,36                       |
| 17 | Дільниця XVII Кшеславицькі гори (пол. Dzielnica XVII Wzgórza Krzesławickie)         | 2381,55     | 20 205                     | 848,40                         |
| 18 | Дільниця XVIII Нова Гута (пол. Dzielnica XVIII Nowa Huta)                           | 6540,99     | 51,234                     | 783,28                         |

### Історичні частини Кракова
Колишні кадастрові дільниці, що входять до складу міста:
| Назва кадастрової дільниці | Рік приєднання до Кракова | Розташування у сучасній дільниці адміністративній                                                          |
| -------------------------- | ------------------------- | --- |
| Śródmieście                | -                         | Дільниця І Старе Місто                                                                                     |
| Wawel – Zamek              | -                         | Дільниця І Старе Місто                                                                                     |
| Nowy Świat                 | 1792                      | Дільниця І Старе Місто                                                                                     |
| Piasek                     | 1792                      | Дільниця І Старе Місто                                                                                     |
| Kleparz                    | 1792                      | Дільниця І Старе Місто                                                                                     |
| Wesoła                     | 1792                      | Дільниця І Старе Місто, Дільниця ІІ Гжеґужки                                                               |
| Stradom                    | 1792                      | Дільниця І Старе Місто                                                                                     |
| Kazimierz                  | 1800                      | Дільниця І Старе Місто                                                                                     |
| Zakrzówek                  | 1910                      | Дільниця VIII Дембники                                                                                     |
| Dębniki                    | 1910                      | Дільниця VIII Дембники                                                                                     |
| Półwsie Zwierzynieckie     | 1910                      | Дільниця VII Звежинець                                                                                     |
| Zwierzyniec                | 1910                      | Дільниця VII Звежинець                                                                                     |
| Czarna Wieś                | 1910                      | Дільниця V Кроводжа                                                                                        |
| Nowa Wieś Narodowa         | 1910                      | Дільниця V Кроводжа                                                                                        |
| Łobzów                     | 1910                      | Дільниця V Кроводжа, Дільниця VI Броновіце                                                                 |
| Krowodrza                  | 1910                      | Дільниця V Кроводжа, Дільниця IV Пронднік Бяли, Дільниця І Старе Місто (фрагмент)                          |
| Warszawskie                | 1910                      | Дільниця І Старе Місто, Дільниця ІІ Гжеґужки (fragment), Дільниця III Пронднік Червоний (фрагмент)         |
| Grzegórzki                 | 1910                      | Дільниця ІІ Гжеґужки, Дільниця III Пронднік Червоний (фрагмент)                                            |
| Ludwinów                   | 1911                      | Дільниця VIII Дембники, Дільниця XIII Подгуже (фрагмент)                                                   |
| Dąbie                      | 1911                      | Дільниця ІІ Гжеґужки, Дільниця XIV Чижини, Дільниця III Пронднік Червоний (фрагмент)                       |
| Płaszów                    | 1912                      | Дільниця XIII Подгуже, Дільниця XIV Чижини (фрагмент)                                                      |
| Podgórze                   | 1915                      | Дільниця XIII Подгуже, Дільниця IX Лагевники-Борек Фаленцький (fragment), XI Podgórze Duchackie (фрагмент) |
| Łagiewniki                 | 1941                      | Дільниця XIII Подгуже (fragment), Дільниця IX Лагевники-Борек Фаленцький, XI Podgórze Duchackie            |
| Jugowice                   | 1941                      | Dzielnica IX Łagiewniki – Borek Fałęcki, Дільниця Х Свошовіце (фрагмент)                                   |
| Borek Fałęcki              | 1941                      | Дільниця IX Лагевники-Борек Фаленцький, Дільниця Х Свошовіце, Дільниця VIII Дембники (фрагмент)            |
| Kobierzyn                  | 1941                      | Дільниця VIII Дембники, Дільниця Х Свошовіце                                                               |
| Skotniki                   | 1941                      | Дільниця VIII Дембники                                                                                     |
| Pychowice                  | 1941                      | Дільниця VIII Дембники                                                                                     |
| Bodzów                     | 1941                      | Дільниця VIII Дембники                                                                                     |
| Kostrze                    | 1941                      | Дільниця VIII Дембники                                                                                     |
| Przegorzały                | 1941                      | Дільниця VII Звежинець                                                                                     |
| Bielany                    | 1941                      | Дільниця VII Звежинець                                                                                     |
| Wola Justowska             | 1941                      | Дільниця VII Звежинець, Дільниця VI Броновіце (фрагмент)                                                   |
| Chełm                      | 1941                      | Дільниця VII Звежинець, Дільниця VI Броновіце (фрагмент)                                                   |
| Bronowice Małe             | 1941                      | Дільниця VI Броновіце, Дільниця IV Пронднік Бяли (фрагмент)                                                |
| Bronowice Wielkie          | 1941                      | Дільниця IV Пронднік Бяли                                                                                  |
| Tonie                      | 1941                      | Дільниця IV Пронднік Бяли                                                                                  |
| Prądnik Biały              | 1941                      | Дільниця IV Пронднік Бяли, Дільниця III Пронднік Червоний (фрагмент)                                       |
| Witkowice                  | 1941                      | Дільниця IV Пронднік Бяли                                                                                  |
| Górka Narodowa             | 1941                      | Дільниця IV Пронднік Бяли                                                                                  |
| Prądnik Czerwony           | 1941                      | Дільниця III Пронднік Червоний, Дільниця IV Пронднік Бяли, Дільниця XV Містжейовіце                        |
| Olsza                      | 1941                      | Дільниця ІІ Гжеґужки, Дільниця III Пронднік Червоний                                                       |
| Rakowice                   | 1941                      | Дільниця III Пронднік Червоний, Дільниця XIV Чижини                                                        |
| Czyżyny                    | 1941                      | Дільниця XIV Чижини, Дільниця XVIII Нова Гута (фрагмент)                                                   |
| Łęg                        | 1941                      | Дільниця XIV Чижини                                                                                        |
| Rybitwy                    | 1941                      | Дільниця XIII Подгуже                                                                                      |
| Rżąka                      | 1941                      | Дільниця XII Бежанув-Прокоцім, Дільниця XI Подгуже Духацьке (фрагмент)                                     |
| Prokocim                   | 1941                      | Дільниця XII Бежанув-Прокоцім, Дільниця XIII Подгуже, Дільниця XI Подгуже Духацьке (фрагмент)              |
| Wola Duchacka              | 1941                      | Дільниця XI Подгуже Духацьке, Дільниця XIII Подгуже, Дільниця XII Бежанув-Прокоцім (фрагмент)              |
| Piaski Wielkie             | 1941                      | Дільниця XI Подгуже Духацьке, Дільниця Х Свошовіце (фрагмент)                                              |
| Kurdwanów                  | 1941                      | Дільниця XI Подгуже Духацьке, Дільниця Х Свошовіце, IX Łagiewniki-Borek Fałęcki (фрагмент)                 |
| Bieżanów                   | 1941 i 1973               | Дільниця XII Бежанув-Прокоцім, XIII Podgórze                                                               |
| Mogiła                     | 1951                      | Дільниця XVIII Нова Гута, XIV Czyżyny (fragment)                                                           |
| Bieńczyce                  | 1951                      | Дільниця XVI Бєнчице, Дільниця XVIII Нова Гута, Дільниця XIV Чижини (фрагмент)                             |
| Mistrzejowice              | 1951                      | Дільниця XV Містжейовіце, Дільниця XVI Бєнчице (fragment), Дільниця XVII Кшеславицькі гори (фрагмент)      |
| Zesławice                  | 1951                      | Дільниця XVII Кшеславицькі гори                                                                            |
| Kantorowice                | 1951                      | Дільниця XVII Кшеславицькі гори                                                                            |
| Krzesławice                | 1951                      | Дільниця XVI Бєнчице, Дільниця XVII Кшеславицькі гори, Дільниця XVIII Нова Гута (фрагмент)                 |
| Grębałów                   | 1951                      | Дільниця XVII Кшеславицькі гори                                                                            |
| Lubocza                    | 1951                      | Дільниця XVII Кшеславицькі гори                                                                            |
| Wadów                      | 1951                      | Дільниця XVII Кшеславицькі гори, Дільниця XVIII Нова Гута (фрагмент)                                       |
| Pleszów                    | 1951                      | Дільниця XVIII Нова Гута                                                                                   |
| Ruszcza                    | 1951                      | Дільниця XVII Кшеславицькі гори, Дільниця XVIII Нова Гута                                                  |
| Branice                    | 1951                      | Дільниця XVIII Нова Гута                                                                                   |

Села або їх частини, увійшли до складу міста після 1973 року:
| Назва села або частини села | Рік приєднання до Кракова | Розташування у сучасній дільниці адміністративній                    |
| --------------------------- | ------------------------- | -------------------------------------------------------------------- |
| Kosocice z Baryczą          | 1973                      | Дільниця Х Свошовіце, XI Podgórze Duchackie (фрагмент)               |
| Soboniowice                 | 1973                      | Дільниця Х Свошовіце                                                 |
| Rajsko                      | 1973                      | Дільниця Х Свошовіце                                                 |
| Wróblowice                  | 1973                      | Дільниця Х Свошовіце                                                 |
| Swoszowice                  | 1973                      | Дільниця Х Свошовіце, XI Podgórze Duchackie (фрагмент)               |
| Opatkowice                  | 1973                      | Дільниця Х Свошовіце                                                 |
| Sidzina                     | 1973                      | Дільниця VIII Дембники                                               |
| Tyniec z Podgórkami         | 1973                      | Дільниця VIII Дембники                                               |
| Olszanica                   | 1973                      | Дільниця VII Звежинець                                               |
| Mydlniki                    | 1973                      | Дільниця VI Броновіце, Дільниця VII Звежинець (фрагмент)             |
| Łuczanowice                 | 1973                      | Дільниця XVII Кшеславицькі гори                                      |
| Kościelniki                 | 1973                      | Дільниця XVIII Нова Гута                                             |
| Wolica z Rogowem            | 1973                      | Дільниця XVIII Нова Гута                                             |
| Przylasek Wyciąski          | 1973                      | Дільниця XVIII Нова Гута                                             |
| Wyciąże                     | 1973                      | Дільниця XVIII Нова Гута                                             |
| Przylasek Rusiecki          | 1973                      | Дільниця XVIII Нова Гута                                             |
| Przewóz                     | 1973                      | Дільниця XIII Подгуже, Дільниця XVIII Нова Гута (фрагмент)           |
| Zbydniowice                 | 1973 (частина) i 1986     | Дільниця Х Свошовіце                                                 |
| Batowice (частина)          | 1973                      | Дільниця XV Містжейовіце, Дільниця XVII Кшеславицькі гори (фрагмент) |
| Libertów (частина)          | 1973                      | Дільниця Х Свошовіце                                                 |
| Lusina (частина)            | 1973                      | Дільниця Х Свошовіце                                                 |
| Węgrzynowice                | 1986                      | Дільниця XVIII Нова Гута                                             |
| Wróżenice                   | 1986                      | Дільниця XVIII Нова Гута, XVII Wzgórza Krzesławickie (фрагмент)      |
| Dziekanowice (частина)      | 1986                      | Дільниця XV Містжейовіце                                             |

### Житлові масиви та звичайні міські одиниці
У наведеній нижче таблиці показано неформальний, традиційний поділ дільниць Кракова на менші міські одиниці та житлові масиви:
| колишні села: - Bodzów - Dębniki - Kobierzyn - Koło Tynieckie - Kostrze - Ludwinów - Podgórki Tynieckie - Pychowice - Sidzina - Skotniki - Tyniec - Zakrzówek | житлові масиви: - Kapelanka - Mochnaniec - Osiedle Europejskie - Osiedle Interbud - Osiedle Panorama - Osiedle Podwawelskie - Osiedle Proins - Osiedle Ruczaj-Zaborze - Ruczaj |

| - Błonie - Branice - Chałupki - Chałupki Górne - Cło - Górka Kościelnicka - Holendry - Kopaniny - Kościelniki - Kujawy - Mogiła - Nowa Huta - Nowa Wieś - Osiedle Centrum A - Osiedle Centrum B - Osiedle Centrum C - Osiedle Centrum D - Osiedle Centrum E - Osiedle Górali - Osiedle Handlowe - Osiedle Hutnicze - Osiedle Kolorowe - Osiedle Krakowiaków - Osiedle Lesisko - Osiedle Młodości | - Osiedle Na Skarpie - Osiedle Ogrodowe - Osiedle Słoneczne - Osiedle Sportowe - Osiedle Spółdzielcze - Osiedle Stalowe - Osiedle Szklane Domy - Osiedle Szkolne - Osiedle Teatralne - Osiedle Urocze - Osiedle Wandy - Osiedle Willowe - Osiedle Zgody - Osiedle Zielone - Piekiełko - Pleszów - Przylasek Rusiecki - Przylasek Wyciąski - Ruszcza - Stryjów - Wola Rusiecka - Wolica - Wróżenice - Wyciąże |

## Етимологія
У Кракові назви дільниць зазвичай походять від назв міст, сіл, юридиків, фільварків, поселень тощо, які колись утворювали окремі населені пункти, а протягом століть були включені в адміністративні межі міста в більшості випадків як його дільниці.
Прикладами є колишні села: Dębniki, Krowodrza, Bieńczyce, Czyżyny, Mistrzejowice, Krzesławice, Mogyła, Bieżanów, Płaszów, Prokocim, Wola Justowska, Zabłocie, Zwierzyniec, Bronowice Małe, Bronowice Wielkie, Swoszowice, Kurdwanów або міста: Kazimierz, Kleparz, Podgórze, Нова Гута.